# Dark Ages
Dark Ages — пятый студийный альбом группы Soulfly, вышел в октябре 2005 года на лейбле Roadrunner Records.
В отличие от предыдущих альбомов группы, Dark Ages по стилистике можно скорее отнести к классическому трэшу, а-ля Sepultura (предыдущая группа Макса Кавалеры) начала девяностых чем к альтернативе, или ню-металу.
Запись альбома проходила в пяти странах — США, Турции, Сербии, России и Франции, с участием местных музыкантов.
Автор всех песен — Макс Кавалера, кроме «Molotov» (Кавалера, Филиппенко, Милано), «Innerspirit» (Кавалера, Кожик, Стоянович).

## Список композиций

### Стандартное издание
| №   | Название           | Длительность |
| --- | ------------------ | ------------ |
| 1.  | «The Dark Ages»    | 0:48         |
| 2.  | «Babylon»          | 3:53         |
| 3.  | «I and I»          | 3:15         |
| 4.  | «Carved Inside»    | 3:35         |
| 5.  | «Arise Again»      | 4:10         |
| 6.  | «Molotov»          | 1:57         |
| 7.  | «Frontlines»       | 4:34         |
| 8.  | «Innerspirit»      | 5:15         |
| 9.  | «Corrosion Creeps» | 4:26         |
| 10. | «Riotstarter»      | 5:00         |
| 11. | «Bleak»            | 4:56         |
| 12. | «(The) March»      | 1:18         |
| 13. | «Fuel The Hate»    | 4:12         |
| 14. | «Stay Strong»      | 8:13         |
| 15. | «Soulfly V»        | 10:50        |

Бонус треки на японском и диджипак издании альбома:
| №   | Название                 | Длительность |
| --- | ------------------------ | ------------ |
| 16. | «Salmo-91»               | 4:23         |
| 17. | «Prophecy (Live)»        | 3:27         |
| 18. | «Seek 'n' Strike (Live)» | 4:14         |

Треки 17 и 18 записаны на фестивале Metalmania в городе Катовице (Польша) 13 марта 2004 года

## Над альбомом работали

### Основной состав
- Макс Кавалера (Max Cavalera) — гитара, ситар, вокал, беримбау, продюсирование
- Марк Риццо (Marc Rizzo) — гитара, гитара фламенко, вокал
- Джоэль Нуньес (Joel Nunez) — перкуссия, ударные
- Бобби Бёрнс (Bobby Burns) — бас

### Прочие участники
- Billy Milano — вокал (on «Molotov»)
- John Watkinson Gray — микширование, цифровая обработка
- June Murakawa — ассистент
- David Ellefson — бас
- Michael Whelan — иллюстрации
- Leo Zulueta — Logo
- Stefan Goldman — акустическая гитара, синтезатор, ситар, мандолина
- Gloria Cavalera — менеджмент
- Milan «Bare» Barkovic — техник
- John Bilberry — ассистент техника
- Павел «Паштет» Филлипенко — вокал
- Александр Хренов — балалайка, ложки
- Darya Jubenko — техник
- Nemanja «Coyote» Kojic — вокал
- Matt Marksbary — ассистент техника
- Justin Salter — ассистент техника
- Christina Stojanovic — менеджмент
- Александр Юшин — баян
- Monte Conner — A&R
- Terry Date — мастеринг, микширование
- Ted Jensen — мастеринг

## Позиции в чартах
- Billboard 200 (Северная Америка) — 155 место